# Campeonato de Primera División 1936 (Argentina)
El Campeonato de Primera División 1936 fue la sexta temporada de la era profesional y la segunda organizada por la AFA. La disputaron los mismos 18 equipos originales de la Liga Argentina de Football. 
La estructura de la competencia se modificó con respecto a los años anteriores, ya que, en lugar de un solo campeonato anual, se jugaron dos torneos cortos de 17 partidos cada uno, donde cada concurso (según el léxico original) fue una disputa de todos contra todos, con idéntica programación, siendo el segundo los desquites del primero. En lo que representó la primera rueda, se disputó la Copa de Honor; mientras que en la segunda se jugó la Copa Campeonato. Posteriormente, ambos campeones se enfrentaron a un solo partido, en cancha neutral, poniendo en juego la Copa de Oro.
La Copa de Honor consagró campeón al Club Atlético San Lorenzo de Almagro; y la Copa Campeonato, al Club Atlético River Plate, que obtuvo también la Copa de Oro y, con ella, el derecho a disputar la Copa Río de la Plata contra el campeón uruguayo. 
Posteriormente, y durante muchos años, a pesar de que en la Memoria y Balance General de 1936 se publicó oficialmente la obtención de los tres títulos, la AFA consideró como campeón solamente al ganador de la Copa Campeonato, pese a que el documento oficial de la temporada mencionaba la disputa de «dos concursos de Primera División» y una final posterior entre ambos ganadores, por la Copa de Oro. Hasta que el 4 de julio de 2013, mediante una publicación del listado de campeones en su página web, el ente rector oficializó las tres conquistas como campeonatos regulares.
Como en los anteriores torneos de la era profesional, siguió sin establecerse un sistema de ascensos y descensos, al tiempo que la Segunda División volvió a disputarse entre las reservas de los equipos de Primera División y los clubes de la segunda categoría.

## Equipos
| Equipo             | Ciudad               |
| ------------------ | -------------------- |
| Argentinos Juniors | Buenos Aires         |
| Atlanta            | Buenos Aires         |
| Boca Juniors       | Buenos Aires         |
| Chacarita Juniors  | Buenos Aires         |
| Estudiantes        | La Plata             |
| Ferro Carril Oeste | Buenos Aires         |
| Gimnasia y Esgrima | La Plata             |
| Huracán            | Buenos Aires         |
| Independiente      | Avellaneda           |
| Lanús              | Lanús                |
| Platense           | Buenos Aires         |
| Quilmes            | Quilmes              |
| Racing Club        | Avellaneda           |
| River Plate        | Buenos Aires         |
| San Lorenzo        | Buenos Aires         |
| Talleres           | Remedios de Escalada |
| Tigre              | Victoria             |
| Vélez Sarsfield    | Buenos Aires         |

### Distribución geográfica de los equipos
| Región                 | Cant. | Equipos |
| ---------------------- | ----- | --- |
| Ciudad de Buenos Aires | 10    | Argentinos Juniors, Atlanta, Boca Juniors, Chacarita Juniors, Ferro Carril Oeste, Huracán, Platense, River Plate, San Lorenzo y Vélez Sarsfield |
| Conurbano bonaerense   | 6     | Independiente, Lanús, Quilmes, Racing Club, Talleres (RdE) y Tigre                                                                              |
| Ciudad de La Plata     | 2     | Estudiantes y Gimnasia y Esgrima |

## Copa de Honor
Oficialmente Copa de Honor (Premio Municipalidad de Buenos Aires), se disputó del 5 de abril al 26 de julio.

### Tabla de posiciones final
| Pos. | Equipo                  | Pts. | PJ | PG | PE | PP | GF | GC | Dif. |
| ---- | ----------------------- | ---- | -- | -- | -- | -- | -- | -- | ---- |
| 1.º  | San Lorenzo             | 28   | 17 | 12 | 4  | 1  | 45 | 21 | 24   |
| 2.º  | Huracán                 | 25   | 17 | 11 | 3  | 3  | 33 | 20 | 13   |
| 3.º  | Boca Juniors            | 24   | 17 | 10 | 4  | 3  | 36 | 17 | 19   |
| 4.º  | Vélez Sarsfield         | 22   | 17 | 10 | 2  | 5  | 40 | 25 | 15   |
| 5.º  | Independiente           | 22   | 17 | 9  | 4  | 4  | 35 | 25 | 10   |
| 6.º  | River Plate             | 21   | 17 | 9  | 3  | 5  | 35 | 25 | 10   |
| 7.º  | Atlanta                 | 19   | 17 | 8  | 3  | 6  | 34 | 38 | −4   |
| 8.º  | Racing Club             | 18   | 17 | 8  | 2  | 7  | 37 | 27 | 10   |
| 9.º  | Quilmes                 | 18   | 17 | 7  | 4  | 6  | 27 | 26 | 1    |
| 10.º | Chacarita Juniors       | 18   | 17 | 7  | 4  | 6  | 31 | 31 | 0    |
| 11.º | Estudiantes (LP)        | 17   | 17 | 8  | 1  | 8  | 40 | 34 | 6    |
| 12.º | Platense                | 16   | 17 | 6  | 4  | 7  | 23 | 26 | −3   |
| 13.º | Ferro Carril Oeste      | 14   | 17 | 5  | 4  | 8  | 36 | 44 | −8   |
| 14.º | Gimnasia y Esgrima (LP) | 13   | 17 | 4  | 5  | 8  | 33 | 45 | −12  |
| 15.º | Talleres (RdE)          | 12   | 17 | 6  | 0  | 11 | 27 | 30 | −3   |
| 16.º | Lanús                   | 9    | 17 | 3  | 3  | 11 | 29 | 43 | −14  |
| 17.º | Tigre                   | 7    | 17 | 2  | 3  | 12 | 17 | 42 | −25  |
| 18.º | Argentinos Juniors      | 3    | 17 | 1  | 1  | 15 | 15 | 54 | −39  |

### Goleadores
| Jugador              | Jugador            | Goles | Equipo                  |
| -------------------- | ------------------ | ----- | ----------------------- |
| Bandera de Argentina | Alberto Zozaya     | 16    | Estudiantes (LP)        |
| Bandera de Argentina | Ángel Alfonso      | 14    | Lanús                   |
| Bandera de Argentina | Bernardo Gandulla  | 14    | Ferro Carril Oeste      |
| Bandera de Argentina | Luis Pérez         | 14    | Gimnasia y Esgrima (LP) |
| Bandera de Argentina | José Manuel Moreno | 13    | River Plate             |
| Bandera de Argentina | Evaristo Barrera   | 13    | Racing Club             |

## Copa Campeonato
Oficialmente Copa Campeonato Primera División, se jugó entre el 16 de agosto y el 13 de diciembre.

### Tabla de posiciones final
| Pos. | Equipo                  | Pts. | PJ | PG | PE | PP | GF | GC | Dif. |
| ---- | ----------------------- | ---- | -- | -- | -- | -- | -- | -- | ---- |
| 1.º  | River Plate             | 28   | 17 | 13 | 2  | 2  | 49 | 19 | 30   |
| 2.º  | San Lorenzo             | 24   | 17 | 11 | 2  | 4  | 41 | 24 | 17   |
| 3.º  | Racing Club             | 23   | 17 | 10 | 3  | 4  | 43 | 27 | 16   |
| 4.º  | Independiente           | 21   | 17 | 10 | 1  | 6  | 32 | 29 | 3    |
| 5.º  | Boca Juniors            | 20   | 17 | 9  | 2  | 6  | 39 | 19 | 20   |
| 6.º  | Atlanta                 | 19   | 17 | 8  | 3  | 6  | 39 | 30 | 9    |
| 7.º  | Platense                | 19   | 17 | 6  | 7  | 4  | 26 | 29 | −3   |
| 8.º  | Huracán                 | 18   | 17 | 7  | 4  | 6  | 32 | 22 | 10   |
| 9.º  | Argentinos Juniors      | 18   | 17 | 7  | 4  | 6  | 26 | 32 | −6   |
| 10.º | Ferro Carril Oeste      | 17   | 17 | 7  | 3  | 7  | 30 | 36 | −6   |
| 11.º | Estudiantes (LP)        | 16   | 17 | 6  | 4  | 7  | 32 | 32 | 0    |
| 12.º | Chacarita Juniors       | 16   | 17 | 6  | 4  | 7  | 36 | 42 | −6   |
| 13.º | Vélez Sarsfield         | 15   | 17 | 7  | 1  | 9  | 45 | 35 | 10   |
| 14.º | Gimnasia y Esgrima (LP) | 14   | 17 | 6  | 2  | 9  | 31 | 48 | −17  |
| 15.º | Lanús                   | 12   | 17 | 5  | 2  | 10 | 27 | 43 | −16  |
| 16.º | Quilmes                 | 11   | 17 | 4  | 3  | 10 | 24 | 39 | −15  |
| 17.º | Tigre                   | 8    | 17 | 2  | 4  | 11 | 21 | 43 | −22  |
| 18.º | Talleres (RdE)          | 7    | 17 | 1  | 5  | 11 | 19 | 43 | −24  |

### Goleadores
| Jugador              | Jugador           | Goles | Equipo           |
| -------------------- | ----------------- | ----- | ---------------- |
| Bandera de Argentina | Evaristo Barrera  | 19    | Racing Club      |
| Bandera de Argentina | Francisco Varallo | 18    | Boca Juniors     |
| Bandera de Argentina | Bernabé Ferreyra  | 15    | River Plate      |
| Bandera de Paraguay  | Arsenio Erico     | 14    | Independiente    |
| Bandera de Argentina | Ángel Laferrara   | 14    | Estudiantes (LP) |

## Tabla de posiciones final anual
| Pos  | Equipo                  | Pts | PJ | G  | E  | P  | GF | GC | DIF |
| ---- | ----------------------- | --- | -- | -- | -- | -- | -- | -- | --- |
| 1.º  | San Lorenzo             | 52  | 34 | 23 | 6  | 5  | 86 | 45 | 41  |
| 2.º  | River Plate             | 49  | 34 | 22 | 5  | 7  | 84 | 44 | 40  |
| 3.º  | Boca Juniors            | 44  | 34 | 19 | 6  | 9  | 75 | 36 | 39  |
| 4.º  | Huracán                 | 43  | 34 | 18 | 7  | 9  | 65 | 42 | 23  |
| 5.º  | Independiente           | 43  | 34 | 19 | 5  | 10 | 67 | 54 | 13  |
| 6.º  | Racing Club             | 41  | 34 | 18 | 5  | 11 | 80 | 54 | 26  |
| 7.º  | Atlanta                 | 38  | 34 | 16 | 6  | 12 | 73 | 68 | 5   |
| 8.º  | Vélez Sarsfield         | 37  | 34 | 17 | 3  | 14 | 85 | 60 | 25  |
| 9.º  | Chacarita Juniors       | 36  | 34 | 14 | 8  | 12 | 67 | 73 | -6  |
| 10.º | Platense                | 35  | 34 | 12 | 11 | 11 | 49 | 55 | -6  |
| 11.º | Estudiantes (LP)        | 33  | 34 | 14 | 5  | 15 | 72 | 66 | 6   |
| 12.º | Ferro Carril Oeste      | 31  | 34 | 12 | 7  | 15 | 66 | 80 | -14 |
| 13.º | Quilmes                 | 29  | 34 | 11 | 7  | 16 | 51 | 65 | -14 |
| 14.º | Gimnasia y Esgrima (LP) | 27  | 34 | 10 | 7  | 17 | 64 | 93 | -29 |
| 15.º | Lanús                   | 21  | 34 | 8  | 5  | 21 | 56 | 86 | -30 |
| 16.º | Argentinos Juniors      | 21  | 34 | 8  | 5  | 21 | 41 | 86 | -45 |
| 17.º | Talleres (RdE)          | 19  | 34 | 7  | 5  | 22 | 46 | 73 | -27 |
| 18.º | Tigre                   | 15  | 34 | 4  | 7  | 23 | 38 | 85 | -47 |

## Copa de Oro
Jugada al final de la temporada entre ambos campeones, en cancha neutral, cuyo ganador fue el representante argentino en la Copa Río de La Plata.
| POR | POR | Sebastián Sirni    |  |
| DEF | DEF | Luis Vassini       |  |
| DEF | DEF | Alberto Cuello     |  |
| MED | MED | Esteban Malazzo    |  |
| MED | MED | José María Minella |  |
| MED | MED | Aarón Wergifker    |  |
| DEL | DEL | Carlos Peucelle    |  |
| DEL | DEL | Renato Cesarini    |  |
| DEL | DEL | Bernabé Ferreyra   |  |
| DEL | DEL | José Manuel Moreno |  |
| DEL | DEL | Adolfo Pedernera   |  |
| DT  | DT  | Emérico Hirschl    |  |

| POR | POR | Sebastián Gualco   |  |
| DEF | DEF | Oscar Tarrío       |  |
| DEF | DEF | Lorenzo Gilli      |  |
| MED | MED | Ismael Arrese      |  |
| MED | MED | Mario Scavone      |  |
| MED | MED | Alberto Chividini  |  |
| DEL | DEL | Ruben Cavadini     |  |
| DEL | DEL | Ricardo Alarcón    |  |
| DEL | DEL | Genaro Canteli     |  |
| DEL | DEL | Diego García       |  |
| DEL | DEL | Miguel Ángel Pantó |  |
| DT  | DT  | José Fossa         |  |

| Anotado | 39' | Renato Cesarini   |
| (a.g.)  | 73' | Alberto Chividini |
| Anotado | 76' | Adolfo Pedernera  |
| Anotado | 86' | Renato Cesarini   |

| Anotado | 55' | Miguel Ángel Pantó |
| Anotado | 81' | Genaro Canteli     |

| POR | POR | Sebastián Sirni    |  |
| DEF | DEF | Luis Vassini       |  |
| DEF | DEF | Alberto Cuello     |  |
| MED | MED | Esteban Malazzo    |  |
| MED | MED | José María Minella |  |
| MED | MED | Aarón Wergifker    |  |
| DEL | DEL | Carlos Peucelle    |  |
| DEL | DEL | Renato Cesarini    |  |
| DEL | DEL | Bernabé Ferreyra   |  |
| DEL | DEL | José Manuel Moreno |  |
| DEL | DEL | Adolfo Pedernera   |  |
| DT  | DT  | Emérico Hirschl    |  |

| POR | POR | Sebastián Gualco   |  |
| DEF | DEF | Oscar Tarrío       |  |
| DEF | DEF | Lorenzo Gilli      |  |
| MED | MED | Ismael Arrese      |  |
| MED | MED | Mario Scavone      |  |
| MED | MED | Alberto Chividini  |  |
| DEL | DEL | Ruben Cavadini     |  |
| DEL | DEL | Ricardo Alarcón    |  |
| DEL | DEL | Genaro Canteli     |  |
| DEL | DEL | Diego García       |  |
| DEL | DEL | Miguel Ángel Pantó |  |
| DT  | DT  | José Fossa         |  |

| Anotado | 39' | Renato Cesarini   |
| (a.g.)  | 73' | Alberto Chividini |
| Anotado | 76' | Adolfo Pedernera  |
| Anotado | 86' | Renato Cesarini   |

| Anotado | 55' | Miguel Ángel Pantó |
| Anotado | 81' | Genaro Canteli     |